# Jednostka budżetowa
Jednostka budżetowa – jednostka organizacyjna sektora finansów publicznych, która nie ma osobowości prawnej. Z historycznego punktu widzenia stanowią one najstarszą formę organizacyjną gospodarki budżetowej. Wszystkie swoje wydatki pokrywa bezpośrednio z budżetu, natomiast wszystkie dochody takiej jednostki odprowadzane są odpowiednio, albo na rachunek budżetu państwa, albo na rachunek jednostki samorządu terytorialnego (rozliczenie brutto – pełnymi kwotami). Cechą charakterystyczną jednostek budżetowych jest to, że nie posiadają one własnej osobowości prawnej i korzystają z osobowości prawnej Skarbu Państwa lub jednostki samorządu terytorialnego. Pomimo tego, w nauce prawa traktuje się je jako samodzielne podmioty, bowiem ustawodawca przyznał im wiele praw oraz obowiązków w kwestii gospodarki finansowej.
Typowym przykładem jednostki budżetowej jest np. Urząd Skarbowy.

## Tworzenie i przekształcanie jednostek budżetowych
Jednostki budżetowe tworzą, łączą i likwidują:
- ministrowie, kierownicy urzędów centralnych, wojewodowie oraz inne organy działające na podstawie odrębnych ustaw - państwowe jednostki budżetowe;

- organy stanowiące jednostek samorządu terytorialnego - gminne, powiatowe lub wojewódzkie jednostki budżetowe;

- Prezes Rady Ministrów - jednostkę budżetową realizującą zadania na rzecz administracji rządowej. Podlega ona Prezesowi Rady Ministrów albo wskazanemu przez niego ministrowi lub kierownikowi urzędu centralnego.

Każda jednostka budżetowa działa na podstawie statutu, chyba że odrębne ustawy stanowią inaczej. Statut taki powinien zawierać w szczególności: nazwę, siedzibę i przedmiot działalności. Przy tworzeniu jednostki budżetowej określa się również mienie przekazywane tej jednostce przez zarząd.
Likwidując jednostkę budżetową, określa się przeznaczenie mienia znajdującego się w zarządzie tej jednostki, a także możliwe jest postanowienie o utworzeniu jednostki o innej formie organizacyjno-prawnej, jak i można zdecydować o przejęciu należności i zobowiązań likwidowanej jednostki przez nowo utworzoną.

## Finansowanie jednostek budżetowych
Jednostka budżetowa jest prowadzona na podstawie planu finansowego – planu dochodów i wydatków.
Jednostka budżetowa otrzymuje na swoje potrzeby środki z budżetu państwa i nie może mieszać dochodów z wydatkami. W tej formie występują podmioty z założenia deficytowe np.: szkoły, straż miejska, straż pożarna, policja, zakłady karne, domy kultury, domy dziecka, domy pomocy społecznej, wszystkie urzędy. Wszystkie jednostki budżetowe wykonują swoje działania nieodpłatnie, zatem dochody przez nie uzyskiwane są dużo niższe od kosztów działalności. Ich istnienie jest uzasadnione tym, że pewne instytucje muszą być utrzymane, niezależnie od kosztów, jakie to za sobą niesie. Jednostka budżetowa jest powiązana z budżetem metodą brutto (pełna kwotę dochodów i pełna kwotę wydatków), dzięki czemu można powiedzieć, że jako jedyne podmioty całkowicie spełniają klasyczny postulat zupełności budżetu. Jednostka budżetowa może mieć utworzony rachunek dochodów własnych. W jednostce budżetowej obowiązuje zasada roczności – niezrealizowane wydatki wygasają z dniem 31 grudnia oraz do budżetu państwa musi zostać odprowadzona ustalona na ten dzień nadwyżka z rachunku dochodów własnych. Rachunek dochodów własnych może być tworzony przez każdą jednostkę budżetową.

## Podział
Ponieważ charakter prawny jednostek nie jest jednolity, można dokonać podziału na trzy zasadnicze grupy:
1. Stanowiące aparat wykonawczy organów władzy ustawodawczej (kancelarie, urzędy, ministerstwa).
2. Stanowiące jednostki podległe organom władzy państwowej lub władzy wykonawczej jednostek samorządu terytorialnego.
3. Stanowiące jednostki zaliczane pod względem ustrojowym do sądów i trybunałów oraz do organów kontroli państwowej oraz ochrony państwa, które nie posiadają formalnie odrębnych urzędów[1].